# Good Luck Charlie, It's Christmas!
Good Luck Charlie, It's Christmas! is een Amerikaanse televisiefilm uit 2011. De film, geproduceerd door Disney, is gebaseerd op de gelijknamige serie Good Luck Charlie. De film ging op 2 december 2011 in Amerika in première op Disney Channel. In Nederland en België ging de film als Good Luck Charlie: The Road Trip Movie in première op 23 december 2011 in de Nederlands-Vlaamse versie. De film is een roadmovie.

## Plot
In de film zien we dat de familie Duncan op reis gaat naar Palm Springs, waar opa en oma wonen, voor de kerst. Wanneer de familie in het vliegtuig is, is er één plaats te veel geboekt, waardoor Teddy Duncan (Bridgit Mendler) een andere vlucht moet nemen, want daarmee krijgt ze een gratis ticket voor de voorjaarsvakantie, wanneer ze met haar vriendin Ivy (Raven Goodwin) op vakantie wil. Amy Duncan (Leigh-Allyn Baker) laat haar dochter echter niet alleen gaan en gaat met haar mee. De volgende vlucht blijkt pas over 3 dagen te gaan, maar dan is het al kerst. Moeder en dochter besluiten om op een andere manier naar Palm Springs te gaan. De rest van de familie komt ondertussen aan bij opa en oma, de ouders van Amy. Oma Petunia (Debra Monk) kan vader Bob Duncan (Eric Allan Kramer) echter niet uitstaan en geeft hem de schuld als Charlie Duncan (Mia Talerico) steeds dingen kapot wil maken. Petunia sluit Bob zelfs een keer op op een kamer. Ondertussen is Opa Henk (Michael Kagan) verslaafd aan het spel dat Gabe Duncan (Bradley Steven Perry) wil spelen. Ook Henk sluit Gabe op op de kamer bij Bob. Verder heeft PJ Duncan (Jason Dolley) te veel in de zon gelegen en is helemaal verbrand. Petunia wil hem niet in de huiskamer hebben en sluit ook hem op.
Amy en Teddy zijn ondertussen hun reis naar Palm Springs aan het maken. Nadat ze o.a. in een bus, in een kapotte auto en bij een gestoord bejaard echtpaar hebben gezeten, komt Teddy erachter dat haar moeder weer zwanger is. Teddy snapt niet waarom haar moeder het niet gezegd heeft, maar dan worden de koffers gestolen, waardoor ze het alweer vergeet. De twee zijn ten einde raad, maar dan een heel eind verderop in een ander dorpje komen ze het meisje dat hun koffer heeft gestolen weer tegen. Het meisje bekent en geeft de koffers terug, maar vertelt ook haar verhaal waarom ze het gedaan heeft. Ze heeft ruzie met haar moeder en durft niet meer naar huis. Door Amy en Teddy komt het weer goed en kan ze weer naar huis. Amy belt daarna naar Bob dat ze hun moet komen ophalen. Bob, PJ en Gabe gaan ze ophalen, maar worden ontvoerd door een paar doorgedraaide paintballspelers. Gabe, Bob en PJ weten de spelers te verslaan. Amy en Teddy weten dit echter niet en besluiten ze tegemoet te gaan fietsen. Ze zien ze echter niet en gaan bij een restaurant naar binnen. Dan worden PJ, Gabe en Bob echter door een helikopter naar het restaurant gebracht, waardoor de familie weer bij elkaar komt. Wanneer ook Petunia, Henk en Charlie met auto's aan komen rijden is het kerstfeest helemaal compleet.

## Rolverdeling
| Acteur               | Personage      | Tijd in Good Luck Charlie |
| -------------------- | -------------- | ------------------------- |
| Bridgit Mendler      | Teddy Duncan   | 2010-                     |
| Leigh-Allyn Baker    | Amy Duncan     | 2010-                     |
| Bradley Steven Perry | Gabe Duncan    | 2010-                     |
| Mia Talerico         | Charlie Duncan | 2010-                     |
| Debra Monk           | Oma Petunia    | -                         |
| Michael Kagan        | Opa Henk       | -                         |
| Eric Allan Kramer    | Bob Duncan     | 2010-                     |
| Jason Dolley         | PJ Duncan      | 2010-                     |
| Raven Goodwin        | Ivy Wentz      | 2010-                     |

## Productie
- Sheri Singer - producent
- Dan Staley - producent
- Phil Baker - producent
- Drew Vaupen - producent
- Geoff Rodkey - scenarist
- Arlene Sanford - regisseur

De film werd opgenomen in Salt Lake City en St. George tussen maart en september 2011.